# Травля зверей на арене
Тра́вля звере́й (вена́цио; от лат. venatio — «охота», мн. ч. — venationes) — древнеримская кровавая забава, заключавшаяся в травле и умерщвлении заранее пойманных диких, часто экзотических, животных на аренах амфитеатров и в прочих общественных местах, полностью или частично для этого пригодных.

## Историческая перспектива
Дикие экзотические животные из дальних уголков Римской империи свозились в Рим с целью устроения показательной травли с их участием. Травля животных обычно происходила по утрам, перед главными развлекательными мероприятиями — гладиаторскими боями, которые проводились в полуденное время. Изначально травля зверей проводилась на Римском форуме, Септе Юлия и Большом цирке, хотя ни одно из этих общественных мест не было должным образом оборудовано для защиты зрителей от животных. По этой причине предпринимались особые меры для предотвращения побега зверей и нападения их на зрителей — устанавливались барьеры и выкапывались рвы. В ходе одного дня зрелищ могли умерщвляться до нескольких тысяч животных. Так, во время празднований по поводу открытия Колизея (который, в отличие от ранее упомянутых мест проведения травли, был изначально оборудован в том числе и для проведения данных мероприятий) было убито свыше 9 000 зверей.
Как показали археологические раскопки, травля зверей проводилась не только в Риме, но и в столицах провинций, например, в Йорке.

## Организация зрелищ
Большинство животных, но далеко не все, были свирепыми по нраву. В неполный список животных, являвшихся участниками травли, входили львы, слоны, медведи, олени, дикие козлы, собаки и даже кролики. Изредка выступавшие в венацио животные предназначались не для немедленного забоя, и в этом случае их могли обучать выполнению определённых трюков.
Особенно популярными были появления львов, которые славятся своей свирепостью. Гай Юлий Цезарь использовал в этих целях 400 львов, привезённых в основном из Северной Африки и Сирии, что добавляло представлениям особой помпы. Действительно, привоз редких видов животных из удалённых уголков империи являлся одновременно способом нарочитой демонстрации населению богатства и силы властителя, а с другой стороны — методом развлечения того же населения, которое иначе не смогло бы увидеть подобных диковинных зверей.
В качестве противников животных выступали так называемые бестиарии (лат. bestiarii, ед.ч. лат. bestiarius). Бестиарии делились на две категории — профессиональные бойцы, сражавшиеся за вознаграждение или славу, и приговорённые к смерти преступники. Первых в современных источниках иногда ошибочно называют гладиаторами, хотя термин «гладиатор» в то время подразумевал сражающегося только с людьми. В случае с профессиональными бойцами, сражение, будучи по сути постановочным, в подавляющем большинстве исходов заканчивалось гибелью животного, в то время как в случае с приговорёнными к смерти преступниками, которых выпускали на арену без вооружения, доспехов и даже одежды, результат схватки был прямо противоположным — собственно, такая форма казни называлась damnatio ad bestias («предание зверям»). Нередко одно животное расправлялось с несколькими подряд приговорёнными к смерти. Так, к примеру, Цицерон упоминает о случае, в котором один лев убил 200 бестиариев. Венацио по обыкновению начиналось с выступления профессиональных бойцов и заканчивалось казнями приговорённых к смерти. Во время казней правилом хорошего тона среди наиболее уважаемых лиц было удаляться из амфитеатра на полуденную трапезу.

## Влияние на окружающую среду
Большая популярность травли зверей и безудержное стремление правителей к всё более помпезным зрелищам предположительно послужили одной из причин полного или почти полного исчезновения нескольких видов животных, например североафриканских слонов и атласских медведей.